# Sybra densemarmorata
Sybra densemarmorata là một loài bọ cánh cứng trong họ Cerambycidae.